# Bandvagn Skyddad 10
Bandvagn Skyddad 10 (BvS10) je vojenské obojživelné dvoudílné pásové obrněné vozidlo vyvinuté společností BAE Systems Land Systems Hagglunds. Je určeno pro službu v obtížných terénních podmínkách (hory, sníh, písek, bahno, zaplavené a podmáčené oblasti), včetně Arktidy.

## Historie

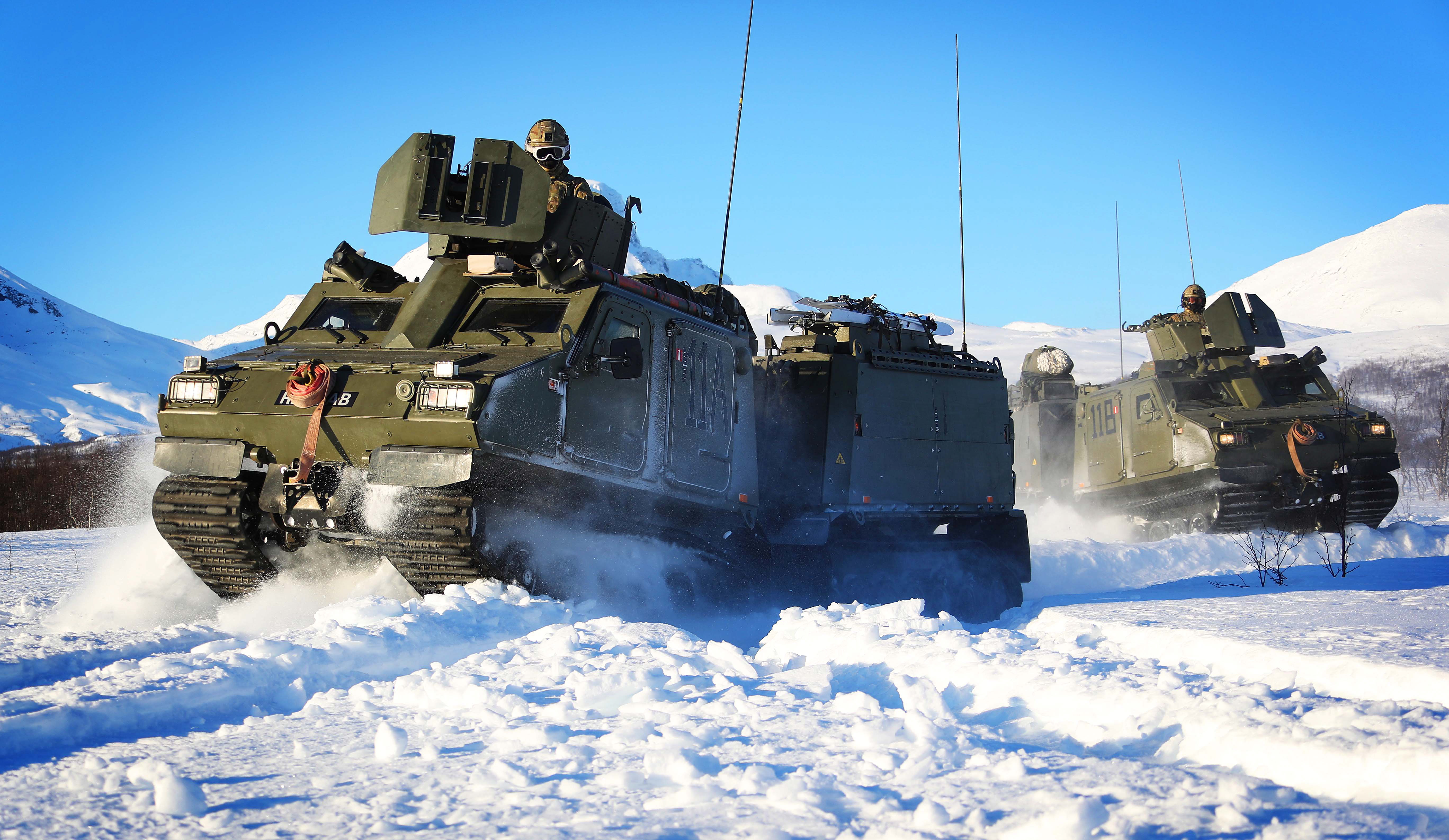
Vozidla Viking britské námořní pěchoty

Vozidlo BvS10 bylo vyvinuto pro britskou námořní pěchotu. Koncepčně navazuje na úspěšný typ Bandvagn 206, vyráběný od 70. let 20. století. Vývoj proběhl v letech 2001–2004. Výroba začala roku 2005. Následně jej objednalo několik dalších uživatelů.
V srpnu 2022 Spojené státy americké objednaly v rámci programu CATV (Cold Weather All-Terrain Vehicle) 110 vozidel Beowulf s opcí na dalších 53. Dodávky mají proběhnout do roku 2029.
V prosinci 2022 Švédsko, Německo a Spojené království objednaly v rámci programu CATV (Collaborative AllTerrain Vehicle) celkem 436 vozidel BvS10 (Švédsko 236, Německo 140 a Spojené království 60 vozidel) s opcí na další stovky. Dodáno bude pět verzí vozidla (obrněný transportér, zdravotnické, logistické, opravárenské a velitelské vozidlo). Dodávky jsou plánovány na rok 2024–2029. Do programu je zapojena i společnost Tatra Defence Vehicle.

## Konstrukce

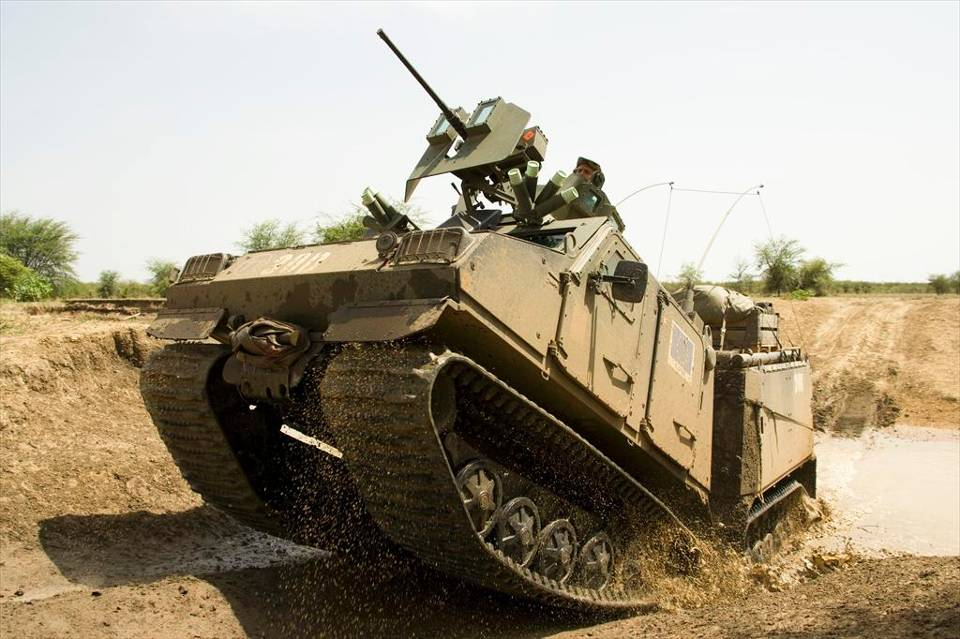
Nizozemské vozidlo Viking

Vozidlo tvoří dvě pancéřové kabiny umístěné na samostatných pásových podvozcích. Motor je v předním vozidle a široké pásy pohání kloubová hnací hřídel. Vzájemné natočení vozidel je řízeno hydraulickým mechanismem. Jeho pomocí vozidlo mění směr. Obrněný transportér uveze 5500 kg nákladu a dvanáct osob (včetně čtyřčlenné posádky) a logistické vozidlo až 7000 kg nákladu. Nejvyšší rychlost dosahuje 70 km/h. Dojezd je 350 kilometrů. Vozidlo je obojživelné. Na hladině jej pohánějí pásy.

## Varianty
- BvS10 – Základní označení.
- BvS10 Beowulf – Neobrněná varianta BvS10 pro dvojí použití.
- BvS10 Goanna – Varianta BvS10 speciálně pro Australskou armádu, bez objednávek.
- Bv 410 – Švédské označení pro BvS10.
- BvS10 Viking – První varianta BvS10, původně pro britské Royal Marines.

## Uživatelé
- Rakousko – 32 vozidel BvS10.
- Francie – 53 vozidel BvS10.

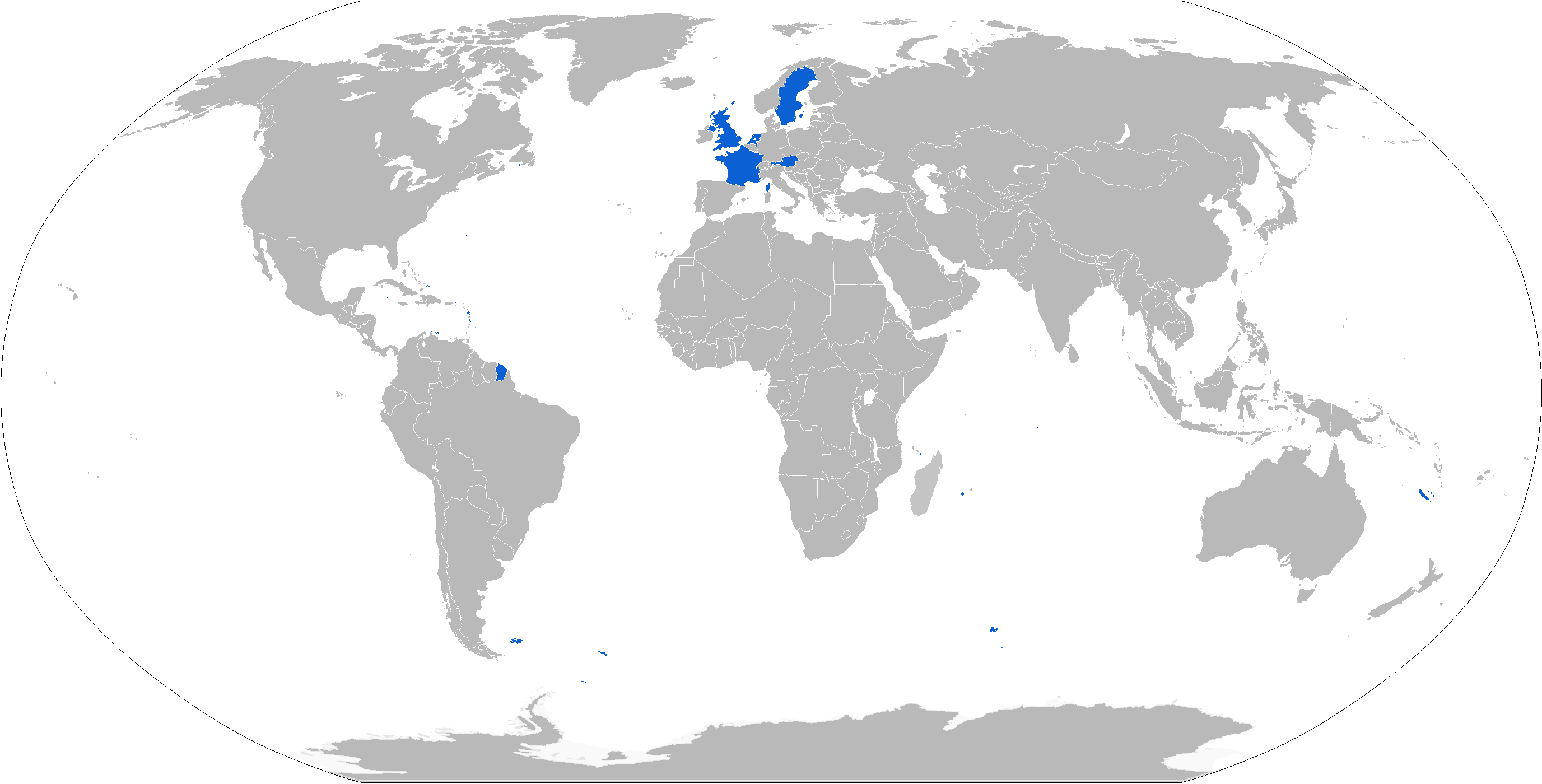
Mapa uživatelů vozidla

- Nizozemsko – 73 vozidel BvS10 pro námořní pěchotu.
- Švédsko – 153 BvS10 Mk.2. V letech 2021 doobjednáno dalších 127 + 40 (dodání do roku 2024). Dalších 236 země získá v programu CATV.
- Ukrajina – obdržela 28 kusů od Nizozemska.[3] Dle nezávislého webu Oryx ztratila Ukrajina k září 2024 dle volně dostupné fotodokumentace nejméně dva stroje.[4]
- Spojené království – 152 vozidel Viking pro armádu a Royal Marines. Dalších 60 objednáno v programu CATV.

### Budoucí uživatelé
- Německo – objednáno 140 vozidel v programu CATV.
- Spojené státy americké – objednáno 110 vozidel Beowulf v programu CATV.